# Ghost (Jamie-Lee Kriewitz)
Ghost (Fantasma) è il singolo di debutto della cantante tedesca Jamie-Lee Kriewitz, pubblicato il 12 dicembre 2015 su etichette discografiche Polydor e Island. Il brano è stato scritto da Thomas Burchia, Anna Leyne e Conrad Hensel ed è stato usato come inedito per la finale della quinta stagione di The Voice of Germany del 17 dicembre 2015, che Jamie-Lee ha vinto. Il singolo anticipa l'album di debutto di Jamie-Lee Kriewitz, Berlin, in uscita il 29 aprile 2016.
Il 12 gennaio 2016 è stata annunciata la partecipazione di Jamie-Lee Kriewitz a Unser Lied für Stockholm, il programma di selezione nazionale tedesco per l'Eurovision Song Contest 2016. Jamie-Lee avrebbe tentato di rappresentare la Germania con Ghost. Nella finale del 25 febbraio 2016 Jamie-Lee ha ottenuto 221.846 televoti (il 28,78% del totale su dieci artisti), arrivando prima e accedendo alla superfinale a tre, dove ha ricevuto 498.293 televoti (il 44,5% del totale), vincendo la competizione e garantendosi un posto sul palco della finale dell'Eurovision a Stoccolma il 14 maggio 2016.
All'Eurovision Jamie-Lee ha cantato per decima su 26 partecipanti. La sera della finale la canzone si è classificata al ventiseiesimo posto, quindi ultima tra quelle in gara, con soli undici punti; è la seconda edizione consecutiva in cui la Germania si classifica all'ultimo posto all'Eurovision Song Contest. Jamie-Lee ha ricevuto un solo punto dal voto della giuria (dalla Georgia) e 10 dal televoto (8 dalla Svizzera e 2 dall'Austria), nel quale si è piazzata ventitreesima su 26 partecipanti.

## Tracce
Download digitale
1. Ghost – 3:52

Download digitale (EP)
1. Ghost – 3:52
2. Ghost (Acoustic Version) – 3:40
3. Ghost (Elènne Remix) – 3:52

## Classifiche
| Classifica (2016) | Posizione massima |
| ----------------- | ----------------- |
| Austria           | 65                |
| Germania          | 11                |
| Svizzera          | 26                |